# (4317) Garibaldi
(4317) Garibaldi (1980 DA1) – planetoida z pasa głównego asteroid okrążająca Słońce w ciągu 7 lat i 353 dni w średniej odległości 3,99 j.a. Została odkryta 19 lutego 1980 roku.